# Chris Poland
Christopher "Chris" Poland, født 1. december 1957, er en amerikansk guitarist. Han spillede guitar i thrash metal-bandet Megadeth på deres to første album, Killing Is My Business... And Business Is Good! (1985) og Peace Sells... But Who's Buying? (1986). Efter sin tid med Megadeth har han været solokunstner og spillet i flere andre bands, deriblandt Ohm som han dannede i 2002. Han har også spillet bas på en turné med The Circle Jerks.
I 2004 spillede han så også guitar på Megadeth's album The System Has Failed (2004) men han forblev dog ikke i bandet.

## Diskografi

### Som solokunstner
- Return to Metalopolis (1990)
- Chasing the Sun (2000)
- Rare Trax (2000)
- Return to Metalopolis: Live (2007)